# 歴史的シリア

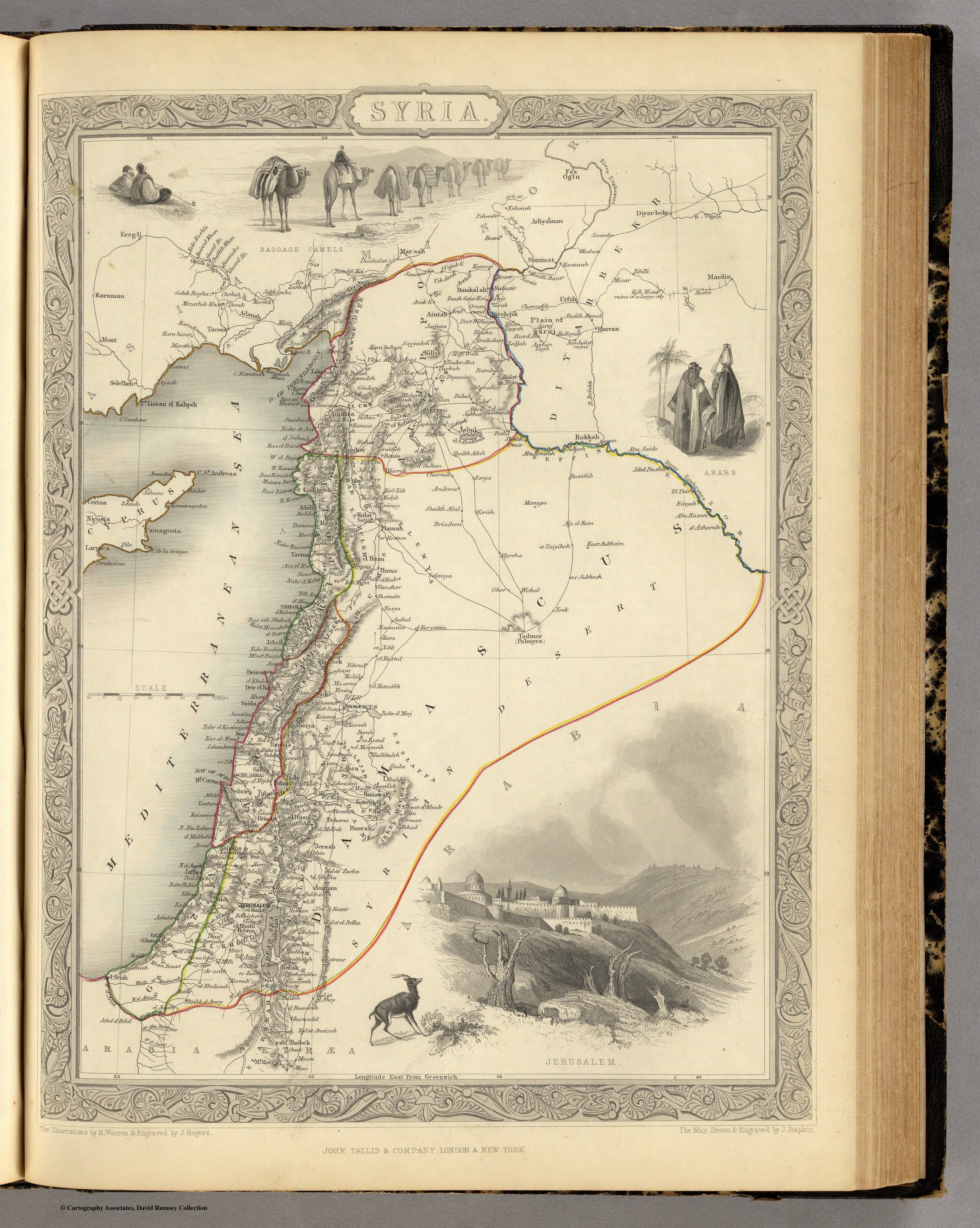
オスマン帝国時代のシリアを示した地図。歴史的シリアに当たる領域が含まれている。

歴史的シリア（れきしてきシリア）は、大シリア、シリア地方ともいわれ、現在のシリア・アラブ共和国およびレバノン、ヨルダン、パレスチナ、イスラエルを含む地域の歴史的な呼称。西は地中海に面し、北は現在のトルコの一部、東はイラクと接し、南は紅海およびアラビア半島に通じる。イスラーム勃興時代からアラビア語でシャーム地方（bilād al-Shām）と呼ばれた地域はほぼこの範囲に該当する。
なお、このシャームという単語は、単に地中海の東部沿岸地方のみを指したり、シリアの首都ダマスカスを指す場合もある。ヨーロッパではレバントとも訳される。
考古学によれば歴史的シリアは人類文明が早期に芽生えた土地のひとつである。1975年に発掘された古代都市エブラの発掘調査によれば、紀元前2500年から紀元前2400年にかけて、南の紅海から北はアナトリア、東はイラクに及ぶアッカドが広がっていた。当時のエブラの人口は、26万人に達した。研究者はエブラで話された言語は最古のセム語であると考えている。
時代により、カナン人、フェニキア人、ヘブライ人、エジプト人、アラム人、アッシリア人、バビロニア人、ヒッタイト人、ペルシア人、マケドニア人、ローマ人、ナバタイ人、ギリシャ人、ムスリム、十字軍、モンゴル人、テュルク人によって支配された。歴史的シリアはまた宗教にとって重要な役割を果たした。古代末期に築かれた港町アンティオキアはシルクロードの西端として、地中海貿易の拠点であるだけでなく、ユーラシア大陸における東西の交易路の拠点として繁栄した。
第一次世界大戦の後、オスマン帝国は解体され、1922年国際連盟において、シリアをイギリスとフランスの二国が分割、支配することを決めた。イギリスはトランスヨルダン地方とパレスチナ地方を奪い、フランスは現在のシリア・アラブ共和国およびレバノンを奪った。
フランスが植民地に組み込んだ地域はシリアの名前を継承して1941年に独立を宣言したが、すぐには承認されず、1944年1月1日国際的に承認された。フランス植民地時代にアンティオキア（現・アンタキヤ）周辺の北西地域はトルコに割譲され、現在ではトルコのハタイ県となっているが、この地域も歴史的シリアの一部である。